# Liane Augustin

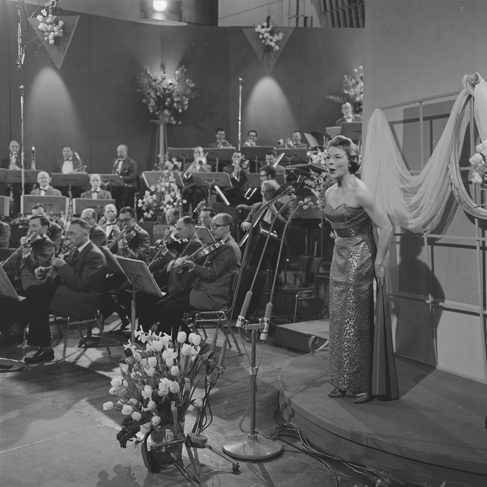
Liane Augustin op het Eurovisiesongfestival 1958

Liane Augustin (Berlijn, 18 september 1928 – Wenen, 29 april 1978) was een Duits-Oostenrijks zangeres en actrice.

## Biografie
Augustin werd geboren in Berlijn in 1928. Haar naoorlogse succes was als een nachtclub zanger in de Oostenrijkse Boheme Bar. Ze werd meestal begeleid door het Boheme Bar Trio, met Michael Danzinger als pianist, Laszlo Gati op gitaar en Willi Fantel als bassist. Augustin presenteerde ook enkele radioprogramma's.
In 1958 werd Augustin intern gekozen om Oostenrijk te vertegenwoordigen op het Eurovisiesongfestival gehouden in Hilversum. Ze zong het liedje "Die ganze Welt braucht Liebe". Ze eindigde als 5de met 8 punten. In 1978 overleed Liane.

## Filmografie
- 1953: Die Fiakermilli
- 1953: Lavendel
- 1954: Der rote Prinz
- 1956: ...und wer küßt mich?
- 1956: Liebe, die den Kopf verliert
- 1962: Licht auf der Piazza

## Singles
- 1952: Schenk’ mir Dein Herz
- 1953: April in Portugal
- 1956: Lass die Welt darüber reden
- 1957: Ich sage Dir adieu
- 1957: Deine Liebe
- 1964: Da hilft kein Rosenstrauß (Deutsche Schlager-Festspiele 1964, voorronde)

1957: Bob Martin · 
1958: Liane Augustin · 
1959: Ferry Graf · 
1960: Harry Winter · 
1961: Jimmy Makulis · 
1962: Eleonore Schwarz · 
1963: Carmela Corren · 
1964: Udo Jürgens · 
1965: Udo Jürgens · 
1966: Udo Jürgens · 
1967: Peter Horton · 
1968: Karel Gott · 
1971: Marianne Mendt · 
1972: Milestones · 
1976: Waterloo & Robinson · 
1977: Schmetterlinge · 
1978: Springtime · 
1979: Christina Simon · 
1980: Blue Danube · 
1981: Marty Brem · 
1982: Mess · 
1983: Westend · 
1984: Anita · 
1985: Gary Lux · 
1986: Timna Brauer · 
1987: Gary Lux · 
1988: Wilfried · 
1989: Thomas Forstner · 
1990: Simone · 
1991: Thomas Forstner · 
1992: Tony Wegas · 
1993: Tony Wegas · 
1994: Petra Frey · 
1995: Stella Jones · 
1996: George Nussbaumer · 
1997: Bettina Soriat · 
1999: Bobbie Singer · 
2000: The Rounder Girls · 
2002: Manuel Ortega · 
2003: Alf Poier · 
2004: Tie Break · 
2005: Global Kryner · 
2007: Eric Papilaya · 
2011: Nadine Beiler · 
2012: Trackshittaz · 
2013: Natália Kelly · 
2014: Conchita Wurst · 
2015: The Makemakes · 
2016: Zoë · 
2017: Nathan Trent · 
2018: Cesár Sampson · 
2019: PÆNDA · 
2021: Vincent Bueno · 
2022: LUM!X feat. Pia Maria · 
2023: Teya & Salena · 
2024: Kaleen · 
2025: JJ
- Gemeinsame Normdatei: 140804129
- International Standard Name Identifier: 0000 0000 7757 2323
- Library of Congress Control Number: no2013040030
- MusicBrainz: c7df63a2-fdc4-48ff-9894-a72bec28b0d9
- Nationale Bibliotheek van Israël: 987012196445605171
- Virtual International Authority File: 107788851
- WorldCat: E39PBJr7Y6gMF8WTJDMhTPJVYP